# Herb gminy Prażmów
Herb gminy Prażmów – symbol gminy Prażmów.

## Wygląd i symbolika
Herb przedstawia na tarczy w polu niebieskim srebrny miecz, a przed nim i po jego obu stronach trzy srebrne podkowy. Całość otoczona jest złotą bordiurą.